# Saint-Michel-de-Lanès
Saint-Michel-de-Lanès is een gemeente in het Franse departement Aude (regio Occitanie) en telt 329 inwoners (2005). De plaats maakt deel uit van het arrondissement Carcassonne.

## Geografie
De oppervlakte van Saint-Michel-de-Lanès bedraagt 12,9 km², de bevolkingsdichtheid is 25,5 inwoners per km².
De onderstaande kaart toont de ligging van Saint-Michel-de-Lanès met de belangrijkste infrastructuur en aangrenzende gemeenten.

## Demografie
Onderstaande figuur toont het verloop van het inwonertal (bron: INSEE-tellingen).

Vanwege een beveiligingsprobleem met de MediaWiki Graph-software is het momenteel niet mogelijk deze grafiek weer te geven. Zodra de software is bijgewerkt zal de grafiek vanzelf weer zichtbaar worden.